# Vase de cristal d'Aliénor
Le vase de cristal d'Aliénor ou vase d'Aliénor est un vase en cristal de roche enrichi par un travail d'orfèvrerie.

## Historique
Le vase originel en cristal de roche est probablement d'origine iranienne, datant des VIe ou VIIe siècles.
Il a été offert par Imad al-Dawla Abdelmalik, roi musulman de Saragosse, au duc d'Aquitaine Guillaume IX pour le remercier de son aide face aux Almoravides. Sa petite-fille Aliénor d'Aquitaine en hérita et l'offrit en cadeau lors de son mariage avec le roi de France Louis VII en 1137. Le roi, très pieux, l'offrit par la suite à l'abbé Suger qui cherchait à enrichir le trésor de Saint-Denis. L'abbé fit ensuite monter le vase dans une riche monture d'orfèvrerie vers 1140,.
Il échappa, au cours de la Révolution française au pillage du trésor de Saint-Denis.

## Description
Une inscription latine sur le pied du vase permet de reconstituer son histoire : HOC VAS SPONSA DEDIT A(lie)NOR REGI LUDOVICO MITADO(lus) AVO MIHI REX S(an)C(tis)Q(ue) SUGE(ius) signifiant : « Ce vase, Aliénor son épouse l’a donné au roi Louis, Mitadolus à son aïeul, le roi à moi-même, Suger, qui l’ai offert aux saints ». Mitadolus est la forme latinisée d'Imad al-Dawla. Les saint évoqués sont Saint-Denis, le premier évêque de Paris décapité vers 250, ainsi que ses compagnons Saint-Rustique, Saint-Éleuthère, enterrés dans la basilique de Saint-Denis.
Le vase est en cristal de roche, un quartz transparent et incolore. Le travail de ce matériau est particulièrement délicat, car il faut d’abord creuser le vase dans un bloc de pierre très dur, puis réaliser ensuite le décor dont la beauté augmente la valeur de l’objet. Ce décor est un motif en nid d’abeilles, des facettes hexagonales disposées de façon régulière. Ce décor existait déjà dans l’Antiquité romaine, puis à Byzance et au Proche-Orient. Il est particulièrement fréquent chez les Sassanides, une dynastie qui a régné sur le Proche-Orient de 224 à 642 et a probablement créé ce vase.
L'abbé Suger a fait orner ce vase d’or et de pierres précieuses pour le rendre encore plus beau. La monture est en argent doré avec une technique de filigrane : des fils métalliques, travaillés pour former des motifs en grains, sont soudés sur la feuille de métal. Ils dessinent d’élégants fleurons perlés, très décoratifs et mis en valeur par le fond lisse et brillant sur lequel ils se détachent. Ce décor est complété par des perles et des pierres précieuses qui apportent une note colorée à l’ensemble. Par la suite, le vase a subi quelques transformations. Des médaillons en émail parsemés de fleurs de lis ont notamment été rajoutés sur le col au XIVe siècle.
Ce vase est le seul objet d'Aliénor d'Aquitaine qui nous soit parvenu.